# Bismillah (film)
Pour les articles homonymes, voir Bismillah (homonymie).
Pour plus de détails, voir Fiche technique et Distribution.
Bismillah (en azéri : Во имя Бога, littéralement : Au nom de Dieu) est un film dramatique soviétique anti-religieux du réalisateur azerbaïdjanais Abbas Mirza Sharifzadeh, tourné en 1925.
Le film a été tourné à l'époque où le pays était en lutte contre la religion islamique et a été utilisé par le gouvernement soviétique dans la propagande anti-islamique. Bismillah a été un succès significatif du cinéma en Azerbaïdjan.

## Distribution
- Mirza Aliyev : Molla (comme M.A. Aliyev)
- İbrahim Azeri (az) : Jafar
- M. Kirmanshahli :
- Mustafa Mardanov : Gulu (comme M. Mardanov)
- Movsoum Sanani :
- T. Vishnevskaya : Hokuma
- K. Vyazanova : Zeynab
- Kazim Ziya Kazimzadeh :